# Кримінальний кодекс Чехії (2009)
Кримінальний кодекс Чеської республіки (чеськ. Trestní zákoník České republiky, скороч. TrZ) — систематизоване, основне, але не єдине джерело кримінального права Чехії. Чинний з 01 січня 2010 р. Замінив КК Чехословаччини 1961 р. Розроблений кодифікаційною комісією при міністерстві юстиції Чехії під керівництвом професора Павела Шамала.
Проект КК, створений чеськими криміналістами, був оприлюднений в засобах масової інформації та мережі Інтернет 2004 року. Після тривалого доопрацювання новий Кримінальний кодекс 8 січня 2009 р. був прийнятий чеським парламентом, а 27 січня того ж року — підписаний президентом Вацлавом Клаусом і невдовзі офіційно опублікований у Збірці законів Чеської республіки.

## Структура Кримінального кодексу Чеської Республіки
Чинний КК ЧР має досить розгалужену структуру. Він складається з трьох частин, що містять 421 параграф: частина перша «Загальна частина» (§§ 1 — 139), частина друга «Особлива частина» (§§ 140-418), частина третя «Перехідні та заключні положення» (§§ 419-421). Загальна та Особлива частини КК ЧР поділяються на глави (в Загальній частині їх 8, а в Особливій — 13). Нумерація глав у Загальній та Особливій частинах кодексу починається заново. Глави об'єднують декілька споріднених інститутів кримінального права і поділяються на розділи, а деякі розділи поділяються ще й на відділи (наприклад, глава V Загальної частини («Карні санкції») поділяється на 3 розділи, а розділи 2 та 3 цієї глави в свою чергу містять відповідно дев'ять та два відділи).

### Структура Кримінального кодексу Чеської Республіки (по главах)
Частина перша. Загальна частина
- Глава I. Дія кримінальних законів (§§ 1 – 11).
- Глава II. Кримінальна відповідальність (§§ 12 – 27).
- Глава III. Обставини, що виключають протиправність діяння (§§ 28 – 32).
- Глава IV. Звільнення від кримінальної відповідальності (§§ 33 – 35).
- Глава V. Карні санкції (Заходи кримінального впливу)  (§§ 36 – 104).
- Глава VI. Погашення судимості (§§ 105 – 106).
- Глава VII. Особливі положення щодо деяких категорій виконавців [осіб, які вчинили карне діяння] (§§ 107 – 109).
- Глава VIII. Роз'яснювальні положення (§§ 110 – 139).

Частина друга. Особлива частина
- Глава I.  Карні діяння проти життя і здоров’я (§§ 140 – 167).
- Глава II. Карні діяння проти свободи та права на охорону особистості, приватності, таємниці листування (кореспонденції)  (§§ 168 – 184).
- Глава III.  Карні діяння проти людської гідності в статевій сфері (§§ 185 – 193).
- Глава IV.  Карні діяння проти сім’ї та дітей (§§ 194 – 204).
- Глава V.  Карні діяння проти власності (§§ 205 – 232).
- Глава VI. Господарські карні діяння  (§§ 233 – 271).
- Глава VII. Загальнонебезпечні карні діяння  (§§ 272 – 292).
- Глава VIII.  Карні діяння проти навколишнього середовища (§§ 293 – 308).
- Глава IX.  Карні діяння проти установ Чеської Республіки, іноземної держави чи міжнародної організації (§§ 309 – 322).
- Глава X.  Карні діяння проти  порядку в публічних справах (§§ 323 – 368).
- Глава XI. Карні діяння проти обов’язку по обороні (§§ 369 – 374).
- Глава XII. Військові карні діяння  (§§ 375 – 399).
- Глава XIII. Карні діяння проти людства, проти миру та воєнні карні діяння  (§§ 400 – 418).

Частина третя. Перехідні та заключні положення (§§ 419 – 421).
В цілому КК ЧР 2009 р. є оригінальним продуктом чеської національної правової думки, хоча на законодавчу техніку цієї кодифікації, зміст положень багатьох норм та інститутів помітним є вплив чинного КК ФРН, німецької правової доктрини, про що свідчить, скажімо, порівняння нормативного змісту інститутів злочину та його видів, незакінченої злочинної діяльності, співучасті в обох кримінальних законах. Однак чеський КК не є повним запозиченням німецького кримінально-правового досвіду та відзначається значною самобутністю.

## Публікації
- Trestni zakonik. Zakon Česke republiky № 40/2009 ze dne 8 ledna 2009// Sbirka zakonů Česke republiky. — 2009. — Častka 11.
- Penal Code. - Prague: Wolters Kluwer ČR, a. s., 2011. - 192 p. ISBN 978-80-7357-674-5